# Dörnthaler Kunstgraben
Der Dörnthaler Kunstgraben ist ein Kunstgraben zwischen dem gleichnamigen Ort Dörnthal und Obersaida im Erzgebirge aus dem 18. Jahrhundert. Er diente der Zuführung von Aufschlagwasser für den Freiberger Bergbau und ist Teil der Revierwasserlaufanstalt Freiberg (RWA).

## Verlauf
Der etwa 7,7 km lange Dörnthaler Kunstgraben samt Röschen beginnt südlich Dörnthal als nördlicher Abfluss aus dem Dörnthaler Teich. Er unterquert die Kreisstraße K 8113 und verläuft, teilweise verröscht, ca. 1 km parallel Richtung WSW. Dann wendet der Graben Richtung NNW und verläuft ca. 1,3 km bis zum Scheidebach. Hier beginnt die 1,16 km lange Haselbacher Rösche, die den Ochsenkopf unterquert und am Biehlabach endet. Der ca. 3 km lange untere Dörnthaler Kunstgraben verläuft Richtung N bis NO bis an den Obersaidaer Teich, der im Nebenschluss in die RWA eingebunden ist und den Saidenbach aufstaut. Hier mündet der Dörnthaler vor dem Damm des Teiches in den weiter führenden Obersaidaer Kunstgraben, ohne dabei Wasser in den Teich einzuspeisen.

## Geschichte
Der planmäßige Ausbau eines Wasserspeicher- und Zuführungssystems für das Freiberger Berg- und Hüttenwesen begann auf kurfürstlichen Befehl vom 23. Januar 1558. In den folgenden Jahren wurden nach Vorschlägen des Oberbergmeisters Martin Planer zahlreiche Kunstteiche, Kunstgräben und Röschen errichtet.
Der Bau des Dörnthaler Kunstgrabens begann 1607 und dauerte mit Unterbrechungen bis 1790. Bereits 1607 wurde die Mulde-Flöha-Wasserscheide mit der Mittelsaidaer Rösche im Obersaidaer Kunstgraben durchörtert und der Saidenbach an das Grabensystem nach Freiberg angeschlossen. Bis zum Jahr 1804 kostete der Bau des Kunstgraben bereits über 80.000 Taler.
Die Weiterführung der Arbeiten und damit die Anlage des unteren Teils des Dörnthaler Kunstgrabens scheiterte jedoch zunächst in den Jahren 1612 bis 1618 an Vermessungsfehlern. Der Niedergang des Bergbaus infolge des Dreißigjährigen Kriegs brachte die Arbeiten völlig zum Erliegen.
Erst 1786 wurden diese nach Plänen von Johann Friedrich Scheuchler, Johann Friedrich Lempe sowie unter Mitwirkung von Abraham Gottlob Werner neu aufgenommen. Bereits im November 1787 konnte der Haselbach angeschlossen werden, an dessen Stelle 1790 der Dörnthaler Teich aufgestaut wurde. Dieser Teich entstand unter der Regie des Obereinfahrers Carl Friedrich Freiesleben in den Jahren zwischen 1787 und 1790.
Der mittlere Teil des Dörnthaler Kunstgrabens wurde zwischen 1857 und 1862 durch die 1,16 km lange Haselbacher Rösche ersetzt. Dadurch konnte eine ca. 4 km lange Schleife westlich um den Ochsenkopf abgeworfen werden.
Heute hat die Revierwasserlaufanstalt überregionale Bedeutung für die Brauch- und Trinkwasserversorgung der Regionen Chemnitz, Dresden und Freiberg.

## Galerie

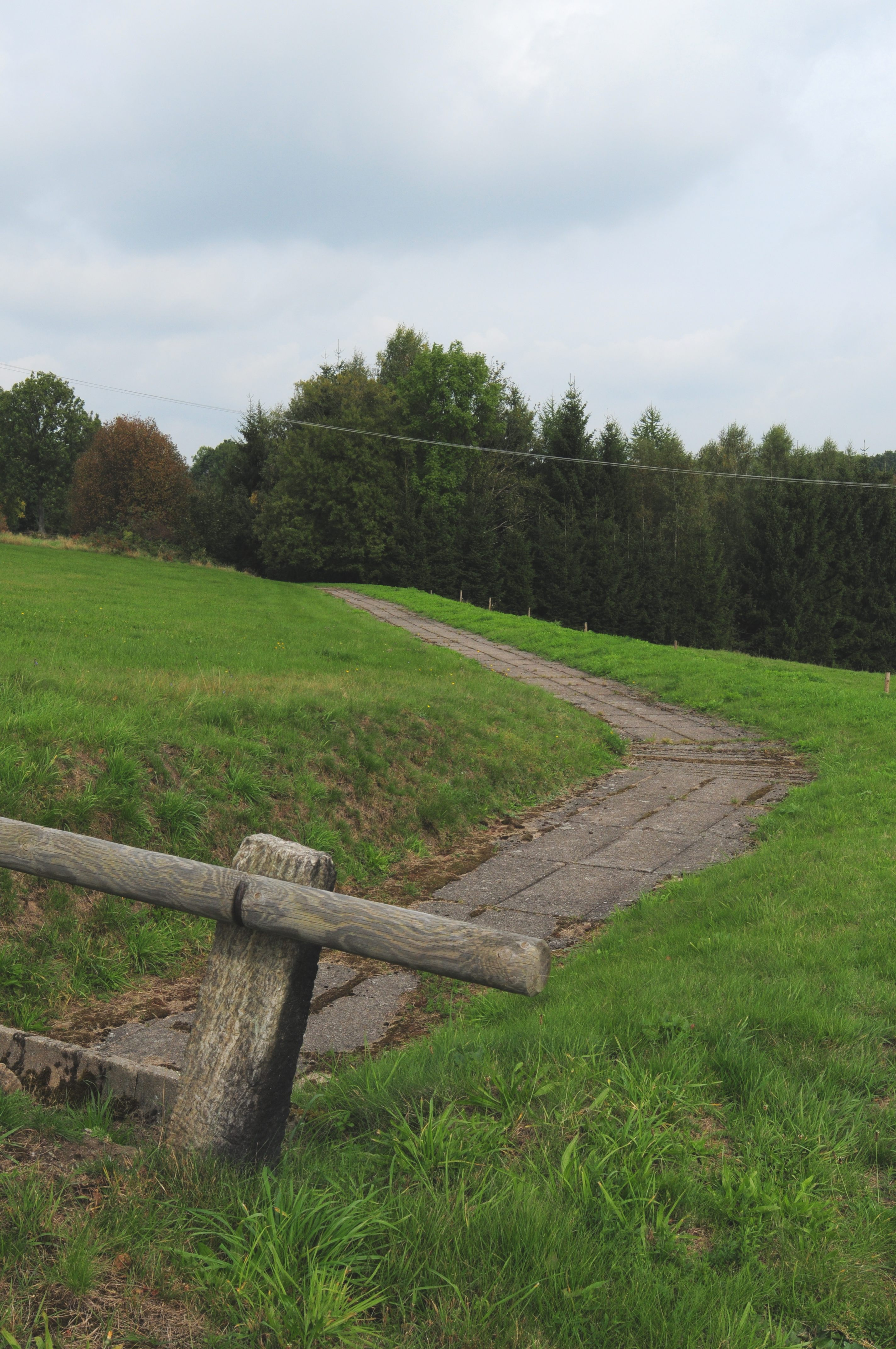
Der Obere Dörnthaler Kunstgraben oberhalb von Dörnthal
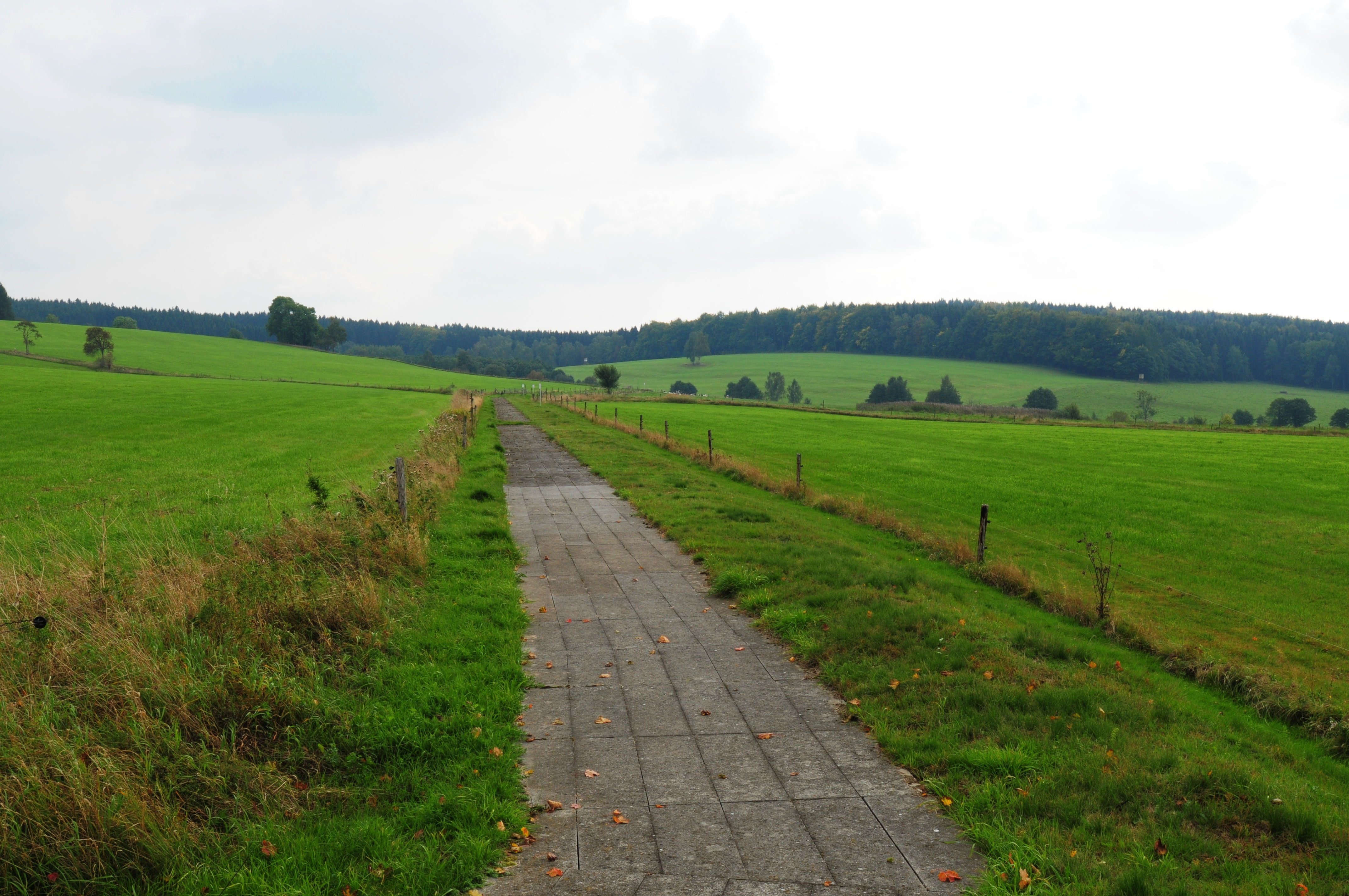
Der Untere Dörnthaler Kunstgraben bei Mittelsaida mit dem Ochsenkopf im Hintergrund
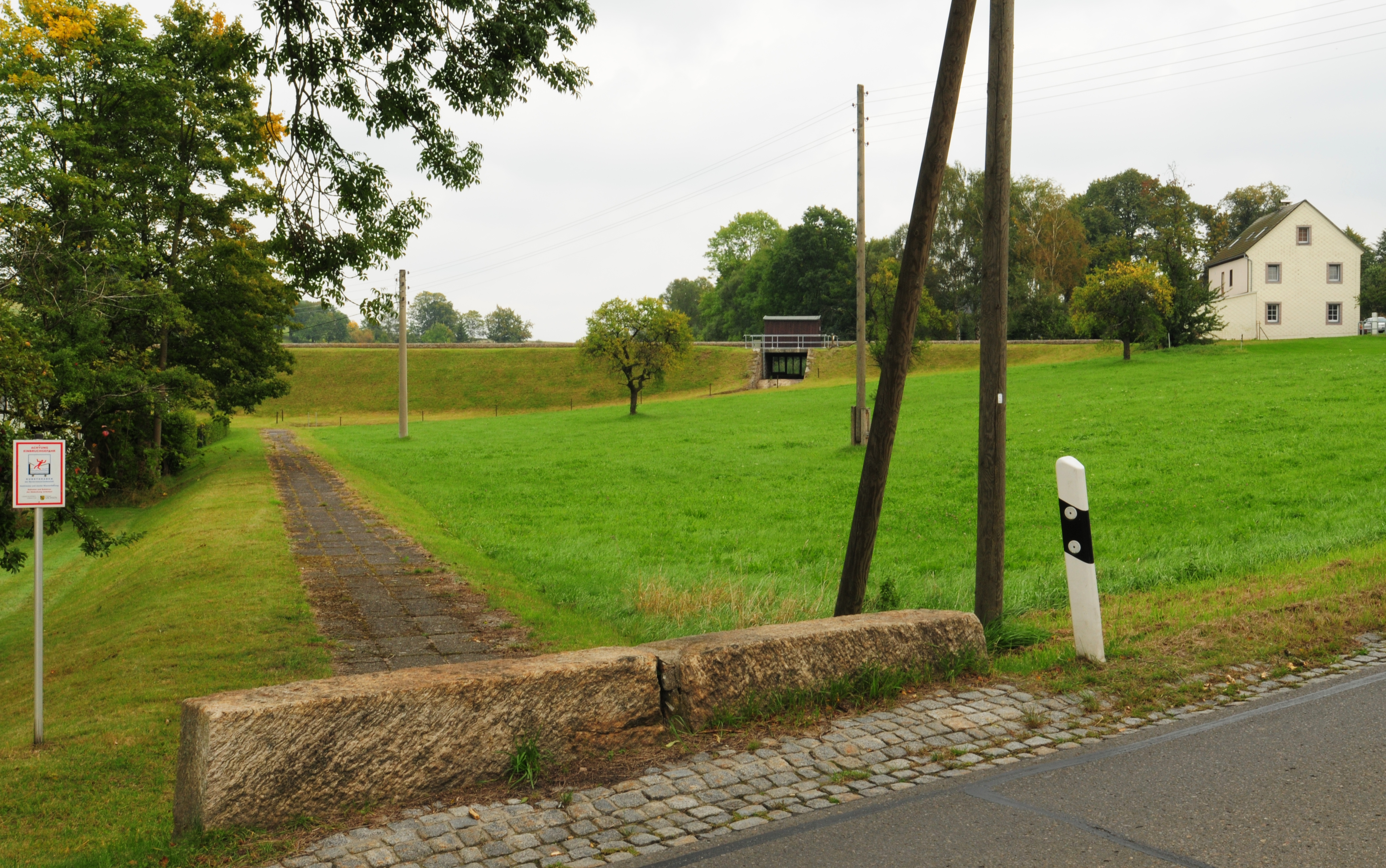
Der Untere Dörnthaler Kunstgraben in Obersaida vor dem Obersaidaer Teich

## Weiteres
Die Grabenwände bestehen aus Trockenmauerwerk. Über weite Teile der Grabenlänge war der Dörnthaler Kunstgraben mit Holzschwarten abgedeckt. Dadurch konnten Laub und Gras den Wasserfluss nicht behindern, Verdunstungsverluste gering gehalten und Unfälle möglichst vermieden werden. Da der Graben als Bestandteil der oberen RWA heute noch der Trinkwasserbereitstellung dient, ist die Schwartenabdeckung lediglich an einigen touristisch bedeutenden Stellen noch zu sehen, sonst aber durch Betonplatten ersetzt.